# The Wolfgang Press
The Wolfgang Press est un groupe de post-punk avant-gardiste britannique actif de 1983 à 1995, enregistrant pour le label 4AD. Le noyau du groupe est composé de Michael Allen (chant, basse), Mark Cox (claviers) et Andrew Gray (guitare). The Wolfgang Press est surtout connu pour son succès international en 1992, A Girl Like You (Born to Be Kissed).

## Historique
Michael Allen fait d'abord partie du groupe punk The Models en 1977, dans lequel officie également son ami d'enfance Marco Pirroni, qui fut le premier guitariste de Siouxsie and the Banshees. Les deux hommes forment ensuite Rema-Rema avec Gary Asquith et Dorothy "Max" Prior, où ils sont rejoints par Mark Cox. Après le départ de Pirroni pour Adam and the Ants, le groupe recrute  Danny Briottet et se rebaptise Mass. Asquith et Briottet rejoindront plus tard Renegade Soundwave tandis que Prior travaillera avec Psychic TV. Andrew Gray, quant à lui, a été membre de In Camera. Ces formations ont toutes enregistré pour 4AD.
Après la séparation de Mass, Allen et Cox continuent à jouer ensemble. Leur premier enregistrement en tant que The Wolfgang Press est l'album de 1983, The Burden of Mules. L'influence de Metal Box de  PIL s'y fait sentir. Parmi les musiciens invités figurent Richard Thomas de Dif Juz, David Steiner de In Camera et le guitariste et percussionniste Andrew Gray, qui rejoint bientôt le groupe officiellement. Trouser Press décrit cet album comme étant « sombre et cacophonique, une dalle colérique et intense de tristesse post-punk qu'il vaut mieux laisser à ses propres vices ».
Suivent les EP Scarecrow, Water et Sweatbox, produits par Robin Guthrie de Cocteau Twins. La chanteuse Liz Fraser vient  prêter sa voix sur une reprise de Respect d'Otis Redding. Ces trois disques sont ensuite compilés (avec quelques versions remixées) sous le nom de The Legendary Wolfgang Press and Other Tall Stories (1985). Ils publient ensuite les albums Standing Up Straight (1986) et Bird Wood Cage (1988). Selon Jason Ankeny, Bird Wood Cage est l'un des disques les plus cruciaux du catalogue de Wolfgang Press : « ici, le trio commence à incorporer les éléments de dance et de funk qui finiront par devenir la facette dominante de leur travail ». Plus tard, Michael Allen déclare que Bird Wood Cage est l'album de Wolfgang Press dont il est le plus fier.
L'album suivant, Queer (1991), naît de l'écoute du premier album de De La Soul, 3 Feet High and Rising, sorti en 1989. Le son de l'album comprend de nombreux samples et des rythmes plus funky et plus pop. Les membres du groupe jouent chacun de plusieurs instruments, ce qui rend le son plus dense que dans leurs travaux précédents. L'album comprend la participation de Leslie Langston, ancien bassiste des Throwing Muses. Deux singles en sont extrait, dont Mama Told Me Not to Come, une reprise de Randy Newman.
Le single A Girl Like You, sorti en mai 1992, devient un succès international, obtenant la deuxième place du palmarès Modern Rock Tracks du magazine Billboard le 15 août 1992. La chanson est ensuite reprise par Tom Jones, qui demande au groupe de lui écrire Show Me (Some Devotion), les deux enregistrements apparaissant sur l'album The Lead and How to Swing It (1994). Jones les accompagne  également sur scène pour All Virgos Are Mad, un concert anniversaire de 4AD à Los Angeles en janvier 1995.
Après A Girl Like You, le groupe s'achète son propre studio d'enregistrement, s'affranchissant ainsi de la pression financière de la location de studio. Le groupe passe deux ans à enregistrer Funky Little Demons. Le single Going South atteint la 117e place du UK Singles Chart et la 33e place du classement alternatif américain. L'album est classé une semaine dans le UK Albums Chart au no 75, en février 1995.
Mark Cox quitte le groupe en février 1995, peu de temps avant la sortie de l'album. Allen et Gray tentent de continuer à deux et effectuent une tournée aux États-Unis sans Cox pour promouvoir l'album, mais admettent plus tard que le groupe était en bout de course.
Une compilation, Everything Is Beautiful (A Retrospective 1983–1995), sort en 2001. Malgré son titre, elle ne contient aucun matériel antérieur à 1984.
Michael Allen enregistre et joue périodiquement avec son groupe Geniuser. Il sort l'album Mud Black sur le label Phisteria en 2005 et un EP intitulé Press/Delete en 2010 sur le même label, auquel participe Andy Gray. Allen collabore également avec le groupe Lavender Pill Mob de Gary Asquith.
Gray enregistre sous le nom de Limehouse Outlaw, et sort l'album Homegrown sur son propre label le 27 mai 2002, avec quelques chansons co-écrites par Allen. Gray enregistre également avec le Lavender Pill Mob.
Mark Cox contribue à l'écriture et à la production d'un projet intitulé U:guru.
En 1995 et 1996, après le départ de Cox et la sortie de Funky Little Demons, le duo Allen et Gray prévoit de lui donner une suite. Six chansons issues de ces sessions sortent finalement pour le Record Store Day 2020, sous le titre Unremembered Remembered. L'album est présenté comme un mini-LP et comme le dernier album studio du groupe. Bien qu'il y ait eu un septième morceau enregistré, le groupe choisi de ne pas l'inclure dans le disque.